# 교통정보
교통정보(交通情報, Traffic reporting)는 지리 정보의 하나로, 교통에 관련된 정보 매체를 말한다.

## 개요
도로상에서의 정보 제공 수단에는 통행금지나 교통 체증 등의 문자 정보를 제공하는 문자 정보판, 도형 정보판, 소요 시간 표시판, VICS, 하이웨이 라디오, 인터넷 등이 있으나, 정보 제공 수준은 각국마다 다르다.
이 외에도 텔레비전이나 라디오 방송, 인터넷 등을 통해 도로 교통 정보가 제공되고 있다.
- 인터넷을 통해 각 단말기에서 문자나 노선도의 색상 구분 표시로 정보를 전달하는 방식.
- 라디오·텔레비전 방송 프로그램 내의 코너 또는 전문 정보 프로그램에서 안내 음성 및 문자, 노선도(지도)의 색상 구분 표시로 정보를 전달하는 방식.
- 데이터 방송을 통해 문자 및 노선도의 색상[1]  구분 표시로 정보를 전달하는 방식 등이 있다.

## 대한민국
대한민국의 방송국에서 교통 정보를 방송하기 시작한 것은 1964년 라디오서울(RSB)(→ TBC, KBS 제3방송 / 現 KBS 제2라디오)에서 《가로수를 누비며》의 먼저 첫 방송을 시작하였으며, 1년 뒤인 1965년 MBC 라디오(現 MBC 표준 FM)에서 《푸른 신호등》 방송을 시작하였다. 1970년대 라디오를 통한 교통정보 방송이 점차 정례화되었으며, 출퇴근 시간대에 교통 상황 안내가 집중적으로 이루어졌고, 서울과 수도권에서는 주요 고속도로 및 도심의 교통정보가 제공되기 시작하였다.
1980년대와 1990년대 사이에 경제 성장과 도시화가 가속화되면서 자동차 보급이 급격히 증가했다. 이로 인해 도로의 교통량이 크게 늘어나 교통 혼잡과 사고가 빈번하게 발생하였다. 이에 대응하기 위해 교통정보 제공 체계가 발전하기 시작하였다.
1980년대 후반 서울에서는 교통전문 라디오 방송국 설립 준비가 진행되었고, 1990년 TBS 교통방송이 개국하여 본격적인 교통정보 방송을 시작하였다. 1997년 12월 20일 TBS 교통방송이 없었던 도로교통안전협회(現 한국도로교통공단)가 운영하는 광주교통방송이 개국하면서 교통방송이 본격화되었고, 같은 해 12월 23일에는 부산교통방송이 추가로 개국하였다. 2005년에 TBN 교통방송이 전국적으로 시행되었다.
1988년 4월 MBC 표준FM 개편에 따라 57분 교통정보가 신설되었고, 1990년대에는 이를 기점으로 주요 방송사 전반에 걸쳐 교통정보 코너가 본격적으로 확장되었다.
1990년대 초중반부터 주요 방송사들은 설날, 추석 등 명절 기간에 교통정보와 귀성·귀경길 안내를 중심으로 한 라디오 특별 생방송을 정기적으로 편성해왔다.
1999년 4월 7일 ITS Korea(한국지능형교통체계협회)를 설립하였다.
2005년 12월 1일 DMB 방송이 정식으로 개국하며 시청자들은 실시간 교통정보를 비롯한 다양한 데이터 서비스를 실시간으로 받아볼 수 있게 되었다.
각 라디오 방송사는 출퇴근 시간대, 주휴일, 공휴일 등에 교통정보를 제공하기 위해 매 시간 57분에 고정적으로 교통정보 코너를 편성하여 운영한다. 이 코너는 보통 한국도로공사, 대한민국 경찰청, TBN 교통방송 등과 연계하여 실시간 교통상황을 신속하게 전달한다.

## 일본
일본의 방송국에서 교통 정보를 방송하기 시작한 것은 1957년 분카방송의 《교통 뉴스》가 최초였다. 해당 프로그램은 한때 종료되었으나, 1959년 6월부터 음악 프로그램과 도로 교통 정보를 결합한 《하이웨이 다이얼》이 새롭게 시작되었다. 이 포맷은 다른 도쿄 소재 방송국들이 뒤따랐다.
다만, 이들 프로그램에서의 교통 정보는 "오늘은 ○○ 방면 도로가 공사 중이므로 △△ 거리를 이용해 주십시오"와 같은 내용으로 즉시성이나 정확성이 부족하여 개선의 여지가 있었다. 1961년 3월 닛폰 방송이 시작한 《교통 뉴스》부터 방송 시점의 주요 도로 혼잡 상황을 전달하기 시작하였다.
같은 해 6월에는 경찰청에 교통 통제실이 설치되어 도쿄 소재 각 방송국의 마이크가 상시 설치되었으며[3], 경찰에서 방송국으로의 정보 전달이 직접적으로 이루어지게 되었다.
1963년 3월에는 일본 경찰청과 오사카부 경찰 본부에 교통 정보 센터가 설립되어 도쿄와 오사카 소재 각 방송국 스튜디오가 설치되었다. 이 무렵에는 각 방송국이 하루에 6회에서 16회까지 방송하는 것이 가능해졌다.
이후 지방 방송국에서의 교통 정보 방송 시작과 1970년의 일본 도로 교통 정보 센터(JARTIC) 설립에 이르게 되었다.

## 같이 보기
- 교통
- 지능형 교통 체계